# Таиланд на летних Олимпийских играх 2000
Таиланд принимал участие в Летних Олимпийских играх 2000 года в Сиднее (Австралия) в двенадцатый раз за свою историю, и завоевал одну бронзовую и одну золотую медали. Сборную страны представляли 52 участника, из которых 18 женщин.

## 01!Золото
- Бокс, мужчины — Виджан Понлид.

## 03!Бронза
- Бокс, мужчины — Порнчай Тонгбуран.
- Тяжёлая атлетика, женщины - Хассарапорн Сута.

## Состав Олимпийской сборной Таиланда

### Плавание
Спортсменов — 6
В следующий раунд на каждой дистанции проходили лучшие спортсмены по времени, независимо от места занятого в своём заплыве.
Мужчины
| Спортсмен          | Соревнование        | Предварительные заплывы | Предварительные заплывы | Полуфиналы | Полуфиналы | Финал     | Финал     |
| Спортсмен          | Соревнование        | Результат               | Место                   | Результат  | Место      | Результат | Место     |
| ------------------ | ------------------- | ----------------------- | ----------------------- | ---------- | ---------- | --------- | --------- |
| Вича Ратаначоте    | 200 м вольный стиль | 1:54,91                 | 43                      | Не прошёл  | Не прошёл  | Не прошёл | Не прошёл |
| Торвай Сетхсотхорн | 400 м вольный стиль | 3:56,68                 | 24                      |            |            | Не прошёл | Не прошёл |
| Дулярит Пхуангтонг | 100 м на спине      | 58,48                   | 43                      | Не прошёл  | Не прошёл  | Не прошёл | Не прошёл |
| Торвай Сетхсотхорн | 400 м комплекс      | 4:28,42                 | 32                      |            |            | Не прошёл | Не прошёл |

Женщины
| Спортсменка              | Соревнование         | Предварительные заплывы | Предварительные заплывы | Полуфиналы | Полуфиналы | Финал     | Финал     |
| Спортсменка              | Соревнование         | Результат               | Место                   | Результат  | Место      | Результат | Место     |
| ------------------------ | -------------------- | ----------------------- | ----------------------- | ---------- | ---------- | --------- | --------- |
| Пилин Тачакиттиранан     | 400 м вольным стилем | 4:29,28                 | 39                      |            |            | Не прошла | Не прошла |
| Прафалсаи Минпрапхал     | 100 м баттерфляем    | 1:02,99                 | 37                      | Не прошла  | Не прошла  | Не прошла | Не прошла |
| Чхонлатхорн Воратхамронг | 100 м на спине       | 1:05,98                 | 35                      | Не прошла  | Не прошла  | Не прошла | Не прошла |

### Прыжки в воду
Спортсменов — 2
В индивидуальных прыжках в предварительных раундах складывались результаты квалификации и полуфинальных прыжков. По их результатам в финал проходило 12 спортсменов. В финале они начинали с результатами полуфинальных прыжков.
Мужчины
| Спортсмен      | Соревнование | Квалификация | Квалификация | Полуфинал | Полуфинал | Всего     | Финал     | Финал     | Всего  | Место |
| Спортсмен      | Соревнование | Очков        | Место        | Очков     | Место     | Всего     | Очков     | Место     | Всего  | Место |
| -------------- | ------------ | ------------ | ------------ | --------- | --------- | --------- | --------- | --------- | ------ | ----- |
| Меерит Инсаван | трамплин     | 306,24       | 43           | Не прошёл | Не прошёл | Не прошёл | Не прошёл | Не прошёл | 306,24 | 43    |
| Сухат Пичи     | вышка        | 268,65       | 39           | Не прошёл | Не прошёл | Не прошёл | Не прошёл | Не прошёл | 268,65 | 39    |

### Тяжёлая атлетика
Спортсменов — 1
В рамках соревнований по тяжёлой атлетике проводятся два упражнения - рывок и толчок. В каждом из упражнений спортсмену даётся 3 попытки, в которых он может заказать любой вес, кратный 2,5 кг. Победитель определяется по сумме двух упражнений.
Мужчины
| Спортсмен   | Категория | Вес   | Рывок | Рывок | Рывок | Толчок | Толчок | Толчок | Всего | Место |
| Спортсмен   | Категория | Вес   | 1     | 2     | 3     | 1      | 2      | 3      | Всего | Место |
| ----------- | --------- | ----- | ----- | ----- | ----- | ------ | ------ | ------ | ----- | ----- |
| Чом Сингной | до 62 кг  | 61,92 | 122,5 | 122,5 | 122,5 | —      | —      | —      | DNF   | —     |